# Red Bull RB17
La Red Bull RB17 est une hypercar produite par le constructeur automobile britannique Red Bull Advanced Technologies, filière de l'entreprise autrichienne Red Bull, à partir de 2025 en série limitée à 50 exemplaires.

## Présentation
Initialement prévue pour 2025, la voiture est finalement dévoilée en juillet 2024 lors du festival de vitesse de Goodwood en Angleterre. Le design de la voiture est conçu par Adrian Newey, qui a également conçu l'Aston Martin Valkyrie. Red Bull annonce une production limitée à 50 exemplaires vendus chacun à 6 millions d'euros hors taxes.

## Caractéristiques
La Red Bull RB17 possède un effet de sol le plus avancé sur une voiture de série. Elle possède une suspension active, un diffuseur soufflé et des jupes flexibles.

### Motorisations
La RB17 est dotée d'un V10 atmosphérique hybride avec une puissance de 1 200 chevaux construit par l’entreprise britannique Cosworth.